# Paul Velten
Paul Velten (né le 10 août 1993 à Hanoï, au Vietnam) est un joueur d'échecs français, formé au Côte basque échecs de Bayonne et grand maître international depuis 2018.
Au 1er février 2025, Paul Velten est le 19e joueur français avec un classement Elo de 2 515 points.
En Mars 2025, il participe au Championnat d'Europe d'échecs individuel qui se déroule en Roumanie. Il termine 19ème avec une performance Elo à 2675, ce qui le qualifie à la Coupe du monde d'échecs 2025 qui se déroulera à New Delhi, en Inde.

## Jeunesse
Paul Velten a grandi à Bayonne, dans les Pyrénées-Atlantique. Il découvre les échecs à l'âge de 9 ans à l'école où il était scolarisé. Il prend ensuite des cours au club d'échecs Côte basque échecs.

## Palmarès et carrière
Paul Velten devient maître FIDE en 2011 puis maître international en 2013. 
Il a remporté deux fois le championnat de france junior (moins de 20 ans), en 2012 à Nîmes, puis en 2013 à Saint-Paul-Trois-Chateaux.

### Grand maître international
Il réalise ses deux premières normes dans le Top 12, avec son club Châlons-en-Champagne, en 2015 puis en 2016.
Le 25 février 2018, il est titré grand maître international après avoir réalisé sa troisième norme dans le groupe sud de la 2e division de la Bundesliga, le championnat allemand des clubs. Il devient ainsi le 50e GMI français.
En août 2018, Paul Velten termine troisième du championnat de France accession à Nîmes.